# كتاب الصلوات

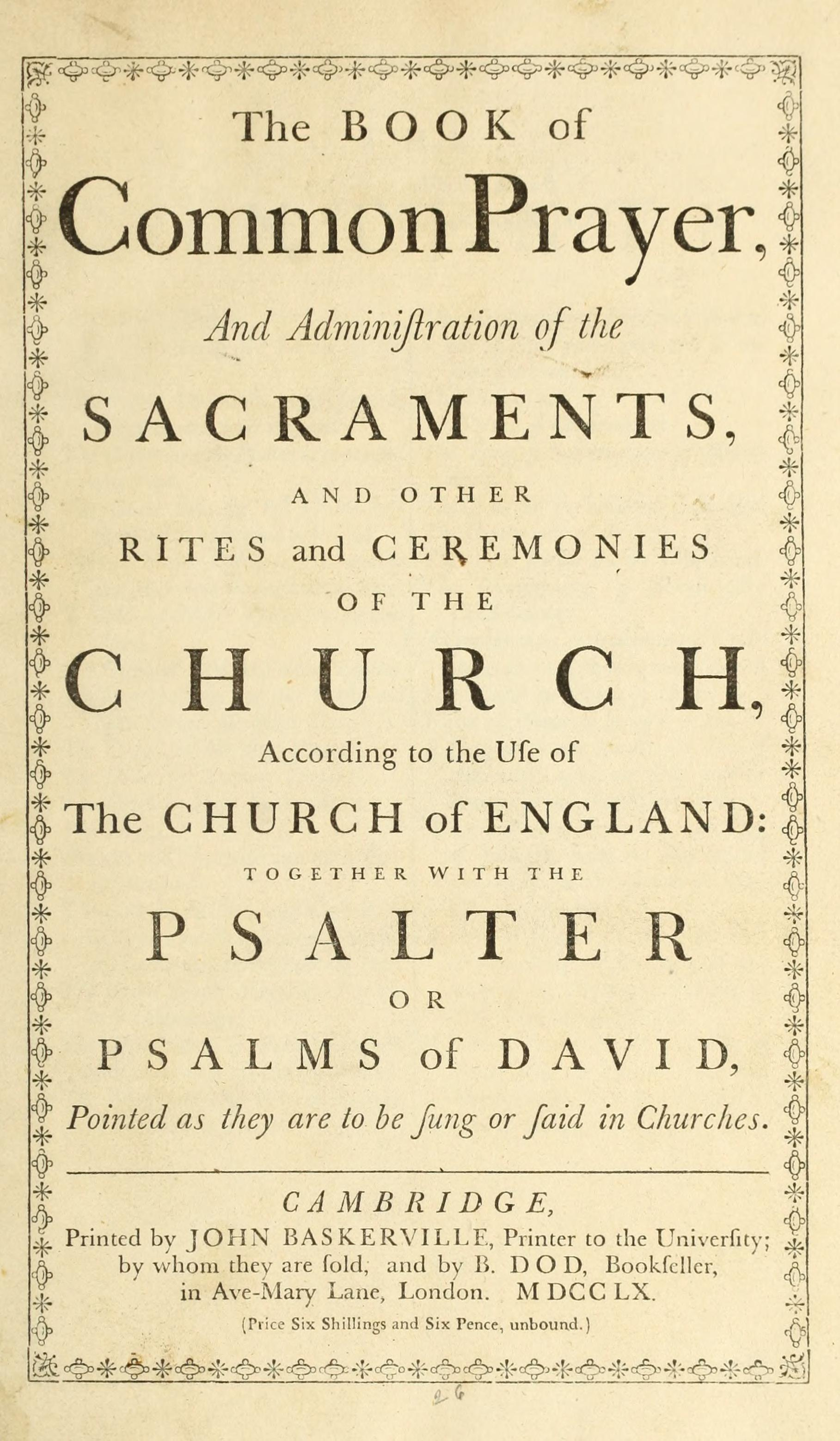
طبعة عام 1760 لكتاب الصلوات لعام 1662 طبعها جون بسكرفيل

كتاب الصلوات هو الاسم الذي يطلق على عدد من كتب الصلاة ذات الصلة المستخدمة في الطائفة الأنجليكية والكنائس المسيحية الأخرى المرتبطة تاريخيًا بالأنجليكية. كتاب الصلاة الأول الذي نشر عام 1549 في عهد الملك إدوارد السادس ملك إنجلترا كان نتاج الإصلاح الإنجليزي بعد الانفصال عن روما. كان عمل 1549 هو أول كتاب صلاة يتضمن الأشكال الكاملة لخدمة العبادة اليومية ويوم الأحد باللغة الإنجليزية. احتوت على صلاة الصباح وصلاة المساء والطلبة والمناولة المقدسة والخدمات العرضية كاملة أيضًا: أوامر المعمودية وسر الميرون والزواج والصلوات التي تُقال مع المرضى ومراسم الجنازة. وتحدد بالكامل الخصائص (أي أجزاء الخدمة التي تختلف أسبوعًا بعد أسبوع أو، في بعض الأحيان، يوميًا طوال عام الكنيسة): المقدمات والمجموعات وقراءات الرسائل والإنجيل لخدمة يوم الأحد. بالتواصل المقدس.حُددت قراءات العهد القديم والعهد الجديد للصلاة اليومية في شكل جدول، وكذلك المزامير والأناشيد، ومعظمها كتابية، والتي أُتيحت لتقال أو تغنى بين القراءات.